# Grotte de Hualong
La grotte de Hualong (chinois simplifié : 华龙 ; chinois traditionnel : 華龍 ; pinyin : huálóng dòng), ou grotte du Dragon élégant en français, est un site préhistorique situé dans le xian de Dongzhi, dans la province de l’Anhui, dans le centre de la Chine. Les fouilles ont notamment livré un abondant outillage lithique et 11 fragments crâniens avec mandibule d'un même individu, datés d’environ 300 000 ans et connus sous le nom d'Homme de Dongzhi.

## Situation
La grotte de Hualong est située dans le village de Pangwang, canton de Yaodu, xian de Dongzhi, dans la province de l'Anhui, sur la rive sud du fleuve Yangtsé. Le site est le vestige d'une grotte qui se trouvait sur le versant sud de la colline de Meiyuan et qui se serait effondrée il y a plus de 200 000 ans.

## Géologie
La colline de Meiyuan est une saillie d'origine anticlinale. La roche est constituée de débris de brèche calcaire du Cambrien, mélangés à de l'argile et à des roches fluviatiles.

## Historique
Le site a été découvert en 2004 grâce à des fossiles de mammifères trouvés en surface par un paysan local. Lors des premières fouilles de l’été 2006 menées par des chercheurs de l'Académie chinoise des sciences, des fossiles d’animaux et des outils lithiques, dont beaucoup de grattoirs, ont été découverts, ainsi que trois fossiles humains : deux fragments d’os frontal d'un même individu et une molaire inférieure isolée.
Une seconde campagne de fouilles a suivi de 2014 à 2017, au cours de laquelle de nouveaux fossiles humains ont été découverts (en 2015), représentatifs de 16 individus,, qui ont été présentés dans un article publié en 2019.

## Fossiles humains
Les fossiles humains publiés en 2019 comprennent huit fragments crâniens isolés, sept dents isolées, trois fragments de fémur, et onze fragments crâniens d'un même individu qui, après avoir été dégagés de leur gangue de roche au cours de mois de travail minutieux, ont permis de reconstituer à hauteur d'environ 75 % un crâne sub-complet, noté HLD 6 (Hualong Dong 6). Celui-ci a un volume interne estimé à 1 150 cm3 et appartenait à un individu juvénile.
Le crâne présente à la fois des traits archaïques, comme un fort torus sus-orbitaire et un neurocrâne relativement bas et allongé, et des traits dérivés, comme une face peu prognathe et un petit menton.

## Datation
En 2019, les fossiles ont été datés entre 331 000 et 275 000 ans avant le présent (AP).

## Paléofaune
Plus de 3 000 grands fossiles d'environ 50 espèces de mammifères et environ 1 500 fossiles de mammifères plus petits ont été collectés, ainsi que 20 000 fragments et petites dents non identifiables. Comparables aux fossiles d'animaux trouvés sur les sites préhistoriques de Hexian et de Nankin, des représentants typiques de la faune Ailuropoda-Stégodon (de) ont été trouvés, en particulier des genres Ailuropoda (Panda géant), Stégodon (Stegodon orientalis), Tapirus augustus et Arctonyx collaris. Des vestiges de Crocidura (musaraigne à dents blanches), Scaptochirus moschatus (taupe à face courte), Cricetinus (hamsters), de campagnols mongols de Brandt, ainsi que d'ours bruns, de suidés (Sus lydekkeri) et de cervidés (Cervus grayi et Sinomegaceros) ont été trouvés.